# Ingeniero Juárez
Pour les articles homonymes, voir Juárez.
Ingeniero Juárez est une ville de la province de Formosa, en Argentine, et le chef-lieu du département de Matacos.
Elle est située à 460 km au nord-ouest de Formosa, la capitale provinciale.